# 峨眉金线兰
峨眉金线兰（学名：Anoectochilus emeiensis）为兰科开唇兰属下的一个种。該物種主要分佈於中華人民共和國四川省峨眉山海拔900米的溪边林下石缝中。其种加词“emeiensis”意为“四川峨眉山的”。